# 卡爾派恩 (加利福尼亞州)
卡爾派恩（英語：Calpine）是位於美國加利福尼亞州謝拉縣的一個人口普查指定地區。

## 地理
卡爾派恩的座標為39°39′59″N 120°26′23″W / 39.66639°N 120.43972°W，而該地最高點為海拔高度1734米（即5689英尺）。

## 人口
根據2010年美國人口普查的數據，卡爾派恩的面積為1.844平方千米，當中陸地面積為1.838平方千米，而水域面積為0.006平方千米。當地共有人口205人，而人口密度為每平方千米111人。